# كرفان النطح (رماة)
'

تعديل مصدري - تعديل

كرفان النطح هي إحدى قرى عزلة رماة بمديرية رماة التابعة لمحافظة حضرموت، بلغ تعداد سكانها 107 نسمة حسب تعداد اليمن لعام 2004.